# یواس‌اس ساگاتاک (ای‌او-۷۵)
یواس‌اس ساگاتاک (ای‌او-۷۵) (به انگلیسی: USS Saugatuck (AO-75)) یک کشتی بود که طول آن ۵۲۳ فوت ۱۰ اینچ (۱۵۹٫۶۶ متر) بود. این کشتی در سال ۱۹۴۲ ساخته شد.